# Leiocassis poecilopterus
Leiocassis poecilopterus es una especie de peces de la familia Bagridae en el orden de los Siluriformes.

## Morfología
• Los machos pueden llegar alcanzar los 17 cm de longitud total.

## Distribución geográfica
Se encuentra en Tailandia, Malasia e Indonesia.